# Antonio Llamas
Antonio Llamas fue un militar argentino, perteneciente al Ejército, que desempeñó el puesto de secretario de Información Pública bajo el gobierno de facto de Jorge Rafael Videla.

## Participación en la dictadura
Con el grado de coronel, y siendo miembro de la Secretaría General del Ejército, participó de los preparativos del golpe de Estado del 24 de marzo de 1976.
Fue designado secretario de Información Pública por el presidente de facto Jorge Rafael Videla el 12 de diciembre de 1978, por medio del Decreto 2923.
Fue cesanteado en el cargo por Roberto Eduardo Viola el 1 de abril de 1981, por estar requerido por el Comando en Jefe del Ejército.
Para 1981, tenía el rango de general de brigada.
En 1982 fue segundo comandante y jefe de Estado Mayor del IV Cuerpo de Ejército con asiento en Santa Rosa, La Pampa.